# Эрикезе
Эрике́зе (Эрикёзе, Эреко́зе) (англ. Erekosë) — основная из четырёх основных инкарнаций Вечного Воителя, постоянного персонажа книг Майкла Муркока. Первоначально — Джон Дейкер, художник из Лондона, затем перенёсся при помощи магии в другой мир, где и стал Вечным Воителем. Эрикезе действует в трёх романах Муркока: «Вечный Воитель», «Феникс в обсидиане» и «Дракон в мече»; кроме того, существует комикс о нём — «Меч небес, цветы преисподней». Единственный постоянный персонаж, повествование о котором ведётся от первого лица.
Как эпизодический персонаж, Эрикезе иногда появляется в романах из других циклов — об Элрике или Коруме

## Основные черты персонажа
Проклятие Эрикезе заключалось в том, что он единственный из всех прочих инкарнаций Воителя помнил свои предыдущие воплощения (а судя по его появлениям в других циклах, знал и будущие): они часто являлись ему в кошмарных снах, как потусторонние голоса. В то время, как другие инкарнации Героя страдали от того, что не знали своего прошлого и предназначения, Эрикезе страдал от того, что слишком хорошо знает их.

## Хронология жизни персонажа

### «Вечный Воитель» («Вечный Герой»), 1970 г.
В первом романе художник Джон Дейкер находится в Лондоне с женой и ребёнком во время фашистской оккупации. Ночью он слышит голоса, призывающие его в другой мир — на альтернативную Землю, где правит король Ригенос. Человечеству в этом мире угрожает полугуманоидная раса — элдрены (описываются примерно как эльфы из произведений Дж. Р. Р. Толкина). В мире Ригеноса эту расу считают отродьями Сатаны.
Джон Дейкер, приняв на себя имя великого древнего героя Эрикезе, возглавляет поход человечества против элдренов; но, влюбившись в элдренскую принцессу Эрмижад, начинает проникаться сочувствием к её народу. В итоге он понимает, что элдрены сами — жертвы бессмысленной человеческой злобы, и начинает мстить своей расе. Роман заканчивается полным уничтожением человечества в мире Ригеноса и воцарением элдренов над Землёй.

### «Феникс в обсидиане», 1970 г.
Второй роман начинается с того, что Эрикезе снова призывают потусторонние голоса. Он вынужден покинуть мир элдренов, и попадает на другую альтернативную Землю — мир Южного Льда, где его зовут Урлик Скарсол. В этом мире идёт противоборство между останками вымирающего человечества: развратным городом Ровернарк, где правит злой епископ Белфиг, и Алым Фьордом — прибежищем последних добрых людей на Земле. Злодей Белфиг привлекает на свою сторону народ «серебряных воинов» — он шантажирует их, похитив их любимую королеву. Эрикезе удаётся освободить Серебряную Королеву и переломить ход войны.
В этой новой инкарнации Эрикезе-Скарсол впервые узнаёт о своём предназначении — нести Чёрный Меч. Этот Меч тоже проклят; он сам выбирает свои жертвы, не согласуясь с желанием хозяина. В финале романа Меч покидает Эрикезе.

### «Дракон в мече», («Орден тьмы»), 1986 г.
Эрикезе в свой новой инкарнации принца Фламадина (он же — Валадек) должен помочь народу элдренов из мира Гнеестенхайм освободить дракона, заточённого в мече, и тем самым помочь основанию империи Мелнибонэ.
Роман является завершающим во всём цикле об Эрикезе — в финале мы узнаём, что он вернулся домой.

## Эрикезе в других произведениях Муркока

### «Король Мечей» (1971), «Спящая волшебница» (1971)
Первый из этих романов относится к циклу о Коруме, второй — об Элрике, но сюжет у них один и тот же: три инкарнации Вечного Воителя встречаются вместе, чтобы дать бой злому колдуну Войлодьону Гхагнасдиаку, освободить Джерри-а-Конеля, захватить Исчезающую башню и её главное сокровище — Рунный посох . Эрикезе является здесь второстепенным персонажем, история его появления не раскрыта полностью: мы можем только догадываться, что он долго странствовал по вселенной после ухода из мира Южного Льда, ища путь обратно к своей Эрмижад. В финале он исчезает так же загадочно, как и появился. По его собственным словам, здесь он только называется именем Эрикезе, но находится в другой реинкарнации (косвенным доказательством этому служит то, что в тексте всё время подчёркивается его чернокожесть, тогда как во всём остальном цикле об Эрикезе она не упоминается ни словом).

### «В поисках Танелорна» (1973)
Роман относится к циклу о Дориане Хокмуне. В нём рассказывается о том, как многочисленные инкарнации Вечного Воителя (в том числе и Эрикезе) плывут на корабле в поисках вечного города Танелорна, где они надеются наконец-то обрести покой. Первоначально Муркок планировал закончить этим романом весь цикл о Воителе. Валадек — герой «Дракона в мече» — упоминается здесь, как одна из инкарнаций, увиденных остальными героями в Танелорне.

### «Меч небес, цветы преисподней» (1979)
Автором этого комикса (англ. The Swords of Heaven, the Flowers of Hell), с подачи Муркока, выступил британский художник Говард Чайкин. По сюжету это — приквел к предыдущему роману: в нём рассказывается об очередных подвигах Эрикезе в мире, где его зовут Клен из Клен Гара, и в финале мы узнаём, как именно он попал на корабль, плывущий в Танелорн. В романе «Дракон в мече» Эрикезе вспоминает эту свою инкарнацию, как нечто, имевшее место в прошлом.

## Связь основного цикла об Эрикезе с дополнительными произведениями
Нужно учитывать, что в Мультивселенной Майкла Муркока время нелинейно, и одни и те же события могут происходить в разных временны́х потоках. Поэтому сюжет Саги об Эрикезе также нелинеен, и как стыкуются произведения основного цикла с его появлениями в циклах других — однозначно сказать невозможно.